# Убойная сила (сезон 4)
Убойная сила-4 — четвёртый сезон детективного сериала «Убойная сила». Производство студии «Слово» для компании «Первый канал». Вышел на экраны в 2002 году.

## Сюжет
Убойный отдел переезжает в новое помещение в подвале. Майор Шишкин получает звание подполковника, в честь чего сбривает свои усы. Генерал Максимов назначает его начальником РОВД, в ведении которого находится порт. Плахов возвращается назад из своей «ссылки», но по просьбе генерала остается в райотделе новоназначенного Шишкина. Однако в результате расследования дел в морском порту Шишкин попадает в поле зрения отдела собственной безопасности милиции по подозрению в получении взятки. Благодаря самоотверженной помощи подчинённых подозрения удаётся отвести, но Шишкина переводят в другой отдел.

## Список серий
- 1. «Курс молодого бойца»

Молодой человек Дмитрий Ознобин попадает в специально подстроенное ДТП. Бандиты дают ему немного времени, чтобы найти деньги. Не собрав нужной суммы, Дима обращается за помощью в районное отделение милиции, но уголовное дело не возбуждают: ДТП официально не оформлено через ГАИ. Тогда Ознобин сообщает о случившемся двоюродному брату Виктору Барсукову, завершающему службу в армии. Братья разрабатывают рискованный план: Барсуков, прихватив автомат, дезертирует из армии вместе с сослуживцем Лёхой, убивает бандитов, поставивших на счётчик Ознобина, а после гибнет сам при покушении на жизнь сотрудника милиции, когда у них с Лёхой пытались проверить документы. Потрясённый Лёха, из-за гибели сообщника, захватывает заложников в магазине и грозит всех перестрелять, но Плахов вступает с ним в переговоры и освобождает заложников.
- 2 — 5. «Последний причал»

В портовом районе убит сотрудник таможни Харламов. В день трагедии он инспектировал судно в порту. Очень подозрительно при этом ведёт себя капитан судна Жаров. В последний раз Харламова видели живым в клубе с сомнительной репутацией под названием «Морской Волк». Расследование этого дела поручается убойному отделу. Плахов по просьбе нового начальника райотдела Шишкина остаётся в портовом участке ещё на два месяца. В результате проведённого ими ночного рейда задержаны сотрудники порта, вскрывшие контейнеры с бытовой техникой. У крупного бандитского авторитета Мусатина начинаются большие проблемы. Мусатин дает указание своим людям Дыне, Курку и Астахову убрать Шишкина. Но покушение не удается: снайпер ранит жену Шишкина. Преступников пытаются задержать. Часть убойного отдела отправляют в Таллин, там убит участковый портового района Морозов.
- 6. «Утренник для взрослых»

Утро 1 января. В театре аншлаг, зрители ждут начала детского утренника. Специально из Москвы прибыл депутат Госдумы. Он должен вручать приз актёру Ежову. Сотрудники убойного отдела тоже получили билеты на представление. Но подозрительно долгое отсутствие актёра Ежова вызывает панику у руководства театра. Рогов, пришедший на спектакль вместе с тестем, направляет Любимова домой к Ежову узнать, в чём дело…

## Съёмочная группа
- Режиссёры: Андрей Прошкин, Сергей Снежкин, Александр Рогожкин
- Сценаристы: Олег Дудинцев, Андрей Кивинов
- Операторы: Андрей Жегалов, Сергей Мачильский, Юрий Райский
- Композиторы: Игорь Матвиенко, Святослав Курашов
- Продюсеры: Анатолий Максимов, Константин Эрнст, Сергей Мелькумов
- Производство: студия «Слово» по заказу ОРТ

## Роли

### В главных ролях
- Константин Хабенский — Игорь Сергеевич Плахов (1—6 серии)
- Андрей Федорцов — Василий Иванович Рогов (1—6 серии)
- Сергей Кошонин — Максим Павлович Виригин (1—6 серии)
- Евгений Ганелин — Георгий Максимович Любимов (1—6 серии)
- Виктор Павлов — Виктор Антонович Мусатин (1—5 серии)
- Евгений Леонов-Гладышев — Анатолий Павлович Шишкин, майор/подполковник милиции (1—5 серии)
- Виктор Соловьёв — Григорий Геннадьевич Стрельцов (1-6 серии)
- Семен Стругачев — Семён Черныга (2—4, 6 серии)
- Артур Ваха — Арнольд Михайлович Ставриди (3 серия)

### В ролях
- Юрий Конопкин — Травкин (озвучивает Александр Половцев)
- Павел Бадыров — телохранитель «Боцмана»
- Полина Бахаревская — Катя, невеста журналиста
- Константин Воробьёв — Астахов
- Евгений Дятлов — Морозов
- Андрей Зибров — Заславский, руководитель экспедиторской фирмы
- Иван Краско — капитан Жаров
- Александр Тютрюмов — Сергей Аркадьевич Егоров
- Георгий Штиль — Фёдор Ильич Петров, тесть Рогова
- Юрий Орлов — Ежов
- Павел Юлку — Дед Мороз
- Игорь Черневич — майор Е. Ю. Коломеец
- Виктор Бычков — Альберт Викторович Померанцев, бомж-информатор
- Ольга Калмыкова — тёща Рогова
- Юрий Ицков — Немов
- Роман Мадянов — Левашов
- Сергей Мурзин — Борис Кравченко, друг Плахова
- Дарья Юргенс — подруга Бориса
- Юрий Тарасов — Зырянов